# Priscilla Braislin

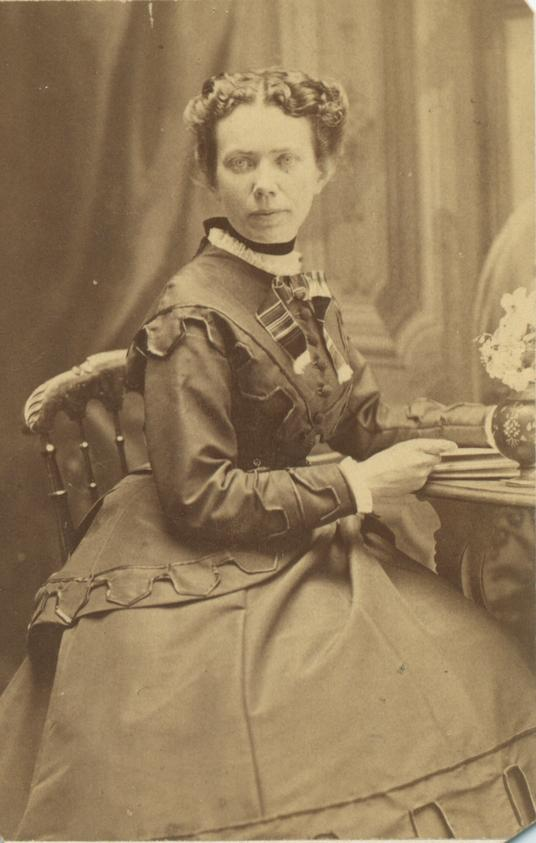
Priscilla Braislin

Priscilla Harris Braislin Merrick (* Juli 1838 in Burlington, New Jersey, Vereinigte Staaten; † 15. Dezember 1888 in Holyoke, Massachusetts, Vereinigte Staaten) war eine US-amerikanische Mathematikerin und Hochschullehrerin. Sie war die erste Professorin und die erste Mathematikprofessorin am Vassar College.

## Leben und Werk
Braislin erhielt ihre Erziehung und Unterricht in Burlington. Als 1865 das Vassar College eröffnet wurde, wurde sie Tutorin für Mathematik und Chemie. Im Katalog des College von 1865 war Mathematik am Vassar Female College zunächst Teil der Abteilung für Mathematik, Naturphilosophie und Chemie. Diese Abteilung wurde von Charles Farrar (1826–1908) zusammen mit Braislin geleitet, die mit ein oder zwei weiteren Lehrern mit Kurzzeitverträgen unterrichteten.
Nach dem Weggang von Charles Farrar im Jahr 1874 wurde Braislin die Vorsitzende der Fakultät für Mathematik und 1875 die erste Professorin für Mathematik am College.  Sie war nach Susan Jane Cunningham am Swarthmore College (1871) eine der ersten Professorinnen für Mathematik in den USA.
Sie trat 1887 zurück und der Posten wurde von Achsah Mount Ely besetzt. Wie es damals üblich war, wurde sie 1887 zum Rücktritt gezwungen, nachdem sie Timothy Merrick, einen Geschäftsmann aus Holyoke geheiratet hatte.
Braislin starb im Alter von 50 Jahren in ihrem Haus in Holyoke  an einer Herzkrankheit.
1889 wurde die Priscilla Braislin School for Girls in Bordentown, New Jersey, gegründet und von zwei von Braislins Schwestern, Alice G. Braislin und Mary Braislin Cooke, geleitet. Diese Schule stand knapp neun Meilen von dem alten Bauernhaus entfernt, in dem sie geboren wurde und wo sie ihre ersten Lebensjahre verbrachte.